# Örnsparre
Örnsparre  är en nutida konventionell benämning på en utslocknad svensk medeltida uradlig, frälsesläkt känd sedan 1269 från Småland och Västergötland som i sitt vapen förde en kluven sköld med en halv fläkt örn till höger och i det vänstra fältet sågskuror bildande sparrar vilket efter dess utslocknande har gett namnet till ätten. Ingen person bar namnet "Örnsparre" uttryckligen, utan använde patronymikoner, namnet används dock som beteckning på grund av utseendet av vapenskölden. Ätten utdog innan Sveriges Riddarhus grundades 1625, varför den aldrig introducerades där som adelsätt.

## Vapnet
Släkten har använt sju kända varianter av vapnet och ledde sitt ursprung från Uppland. En variant med en initial fördes av Erik Estensson eller Östensson som lät sigillmakaren lägga till den omvända initialen "E" bland sparrarna i det vänstra fältet.
Vi återser namnet Ingevald flera gånger bland landets högsta män i de närmaste århundradena. Ingevald Torstenssons vapensköld är, 1283, kluven och har i det högra (det förnämsta) fältet 1 halv fläkt örn; likaså har hans söner, Johan och Philip, 1295, 1305: det vänstra fältet har sågskuror eller sparrar.

## Kända örnsparrar
Torsten
1. Ingevald Torstensson (Örnsparre), riddare. Sigill: skölden kluven med halv fläkt örn i det högra fältet, vänstra fältet fem gånger delat av tandskuror
  1. Johan Ingevaldsson (Örnsparre) svensk lagman i Södermanlands lagsaga 1295–1304. Sigill: skölden kluven, till höger en halv fläkt örn, till vänster tre nedvända sparrar
    1. Olof Jonsson (Örnsparre). Sigill: skölden kluven, till höger en halv fläkt örn, till vänster dubbla sågskuror

  2. Filip Ingevaldsson (Örnsparre)  (dödad 28 maj 1318 av norrmän), riddare, lagman, gifte sig 24 april 1301  med N N Gregersdotter, dotter till Birger jarls oäkta son Gregers Birgersson.[2]. Sigill: skölden kluven, till höger en halv fläkt örn, vänstra fältet fyra gånger delat av tandskuror
    1. Margareta Filipsdotter (Örnsparre) (död efter 1317), ägde jord i Vartofta härad i Västergötland,  gift med riddaren Magnus Kristinasson. Hon var änka 1309.[3]
    2. Lars Filipsson (Örnsparre) 
      1. Katarina Larsdotter.

Östen
1. Erik Östensson. Sigill: till höger en halv fläkt örn, till vänster två nedvända sparrar med ett omvänt "E"
  1. Margareta gift med Eskil Andersson (lejonlilja)[4][5]

Med okänd koppling till de övriga nämnda
Halsten
1. Sune Halstensson till Ådö, fogde på Stockholms slott.[6] Sigill: skölden kluven med halv fläkt örn i det högra fältet, vänstra fältet delat av dubbla tandskuror
  1. Lars Sunesson (född cirka 1330, död före 1377), häradshövding i Österrekarne härad. Gift med Cecilia Ulvsdotter (1337-1399, dotter till Ulf Gudmarsson av Ulvåsaätten och Birgitta Birgersdotter av Finstaätten). Sigill: samma vapen som fadern (ovan).
    1. Birgitta Larsdotter (Örnsparre) var syster i Vadstena men dog före konventets invigning.
    2. Katarina Larsdotter (Örnsparre), gift med riddaren Sten Stensson (Bielke), avled också jämte sina båda söner före modern.[7]

Med okänd koppling till de övriga nämnda
Tomas
1. Katarina Tomasdotter. Nämnda Katarina hade i sitt sigill en dubbel sågskura och en halv fläkt örn.

År 1379 skänkte Katarina Tomasdotter 3 attungar i gården Skärstad, som då skrives Skäre. Samma år: Katarina Tomasdotter skänker som sin ingift till Vadstena kloster 7 ½ örtugland jord i Löta i Bettna socken i Oppunda härad, 3 attungar jord i Skärstad i Varvs socken i Aska härad, 3 egendomar i (Södra) Vedbo (härad), nämligen Botolfsboda (nu Boda) i Mellby socken, Skogsryd och Kållarp (båda) i Hults socken med alla tillagor. Utfärdaren avhänder sig och sina arvingar egendomarna och överlåter dem till klostret på evig tid.

## Galleri med vapensköldar

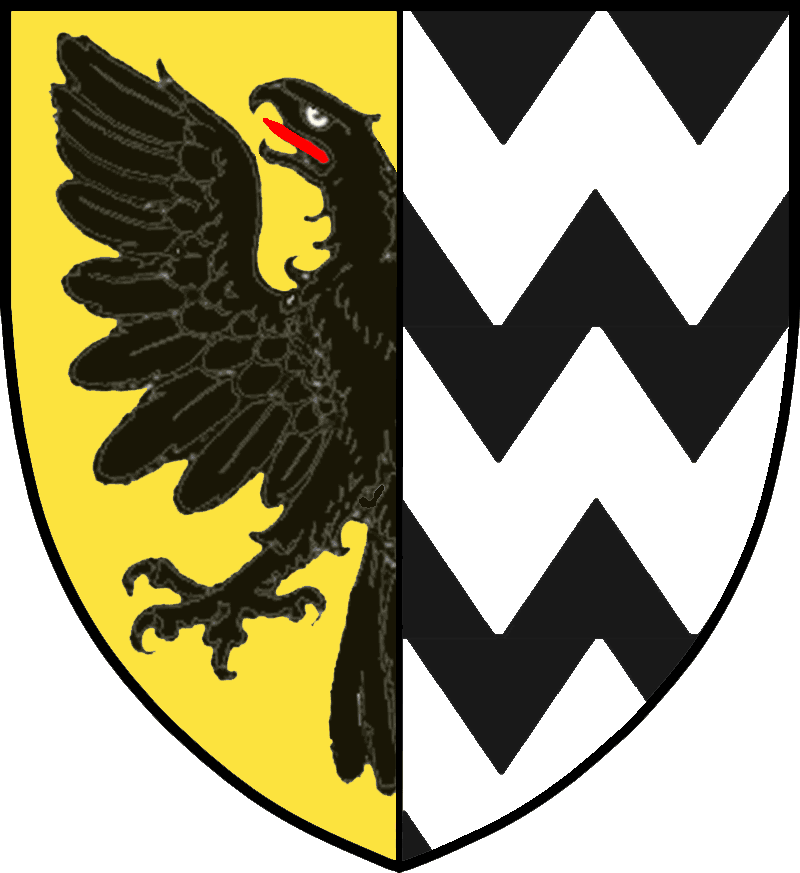
Ingevald Torstenssons vapensköld: skölden kluven med halv fläkt örn i det högra fältet, vänstra fältet fem gånger delat av tandskuror
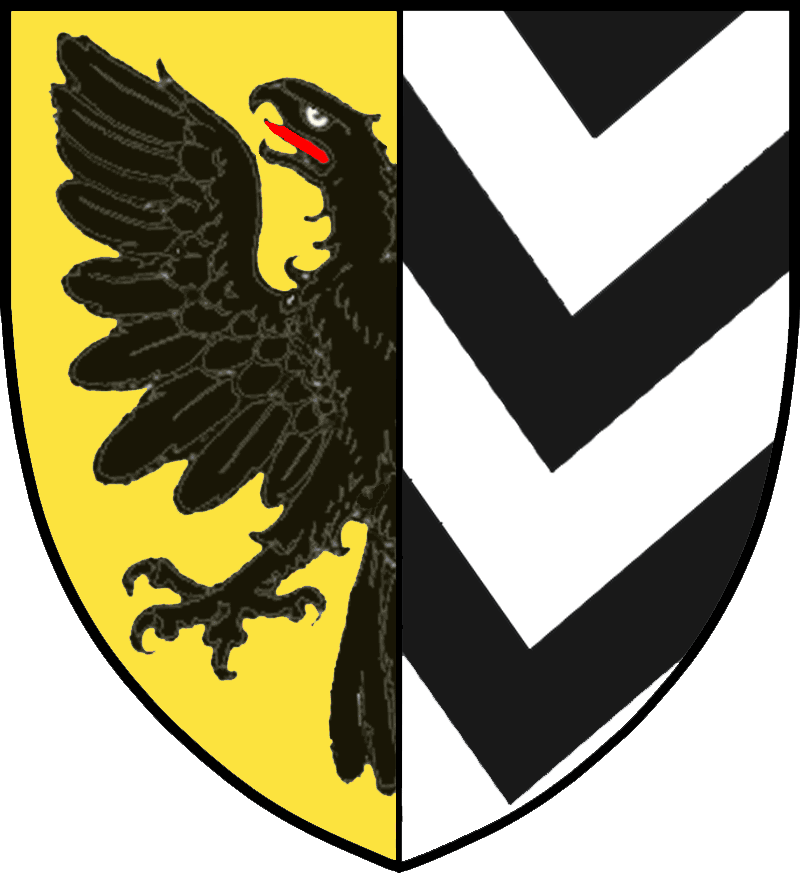
Vapensköld för Johan Ingevaldsson: skölden kluven, till höger en halv fläkt örn, till vänster tre nedvända sparrar
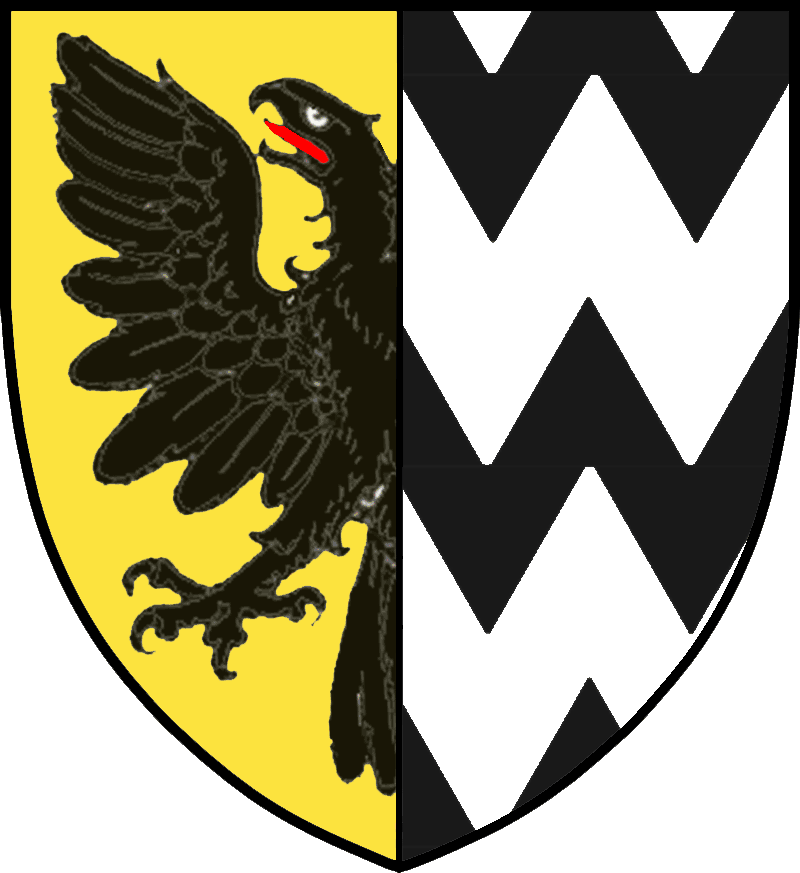
Vapensköld förd av Filip Ingevaldsson: skölden kluven, till höger en halv fläkt örn, vänstra fältet fyra gånger delat av tandskuror
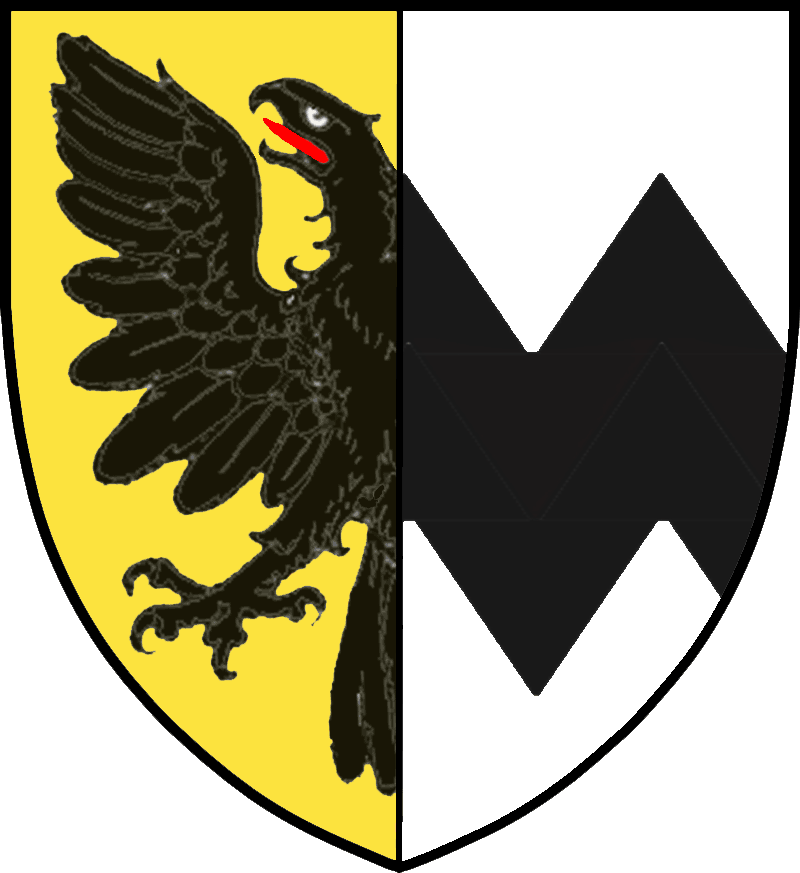
Olof Jonsson: skölden kluven, till höger en halv fläkt örn, till vänster dubbla sågskuror
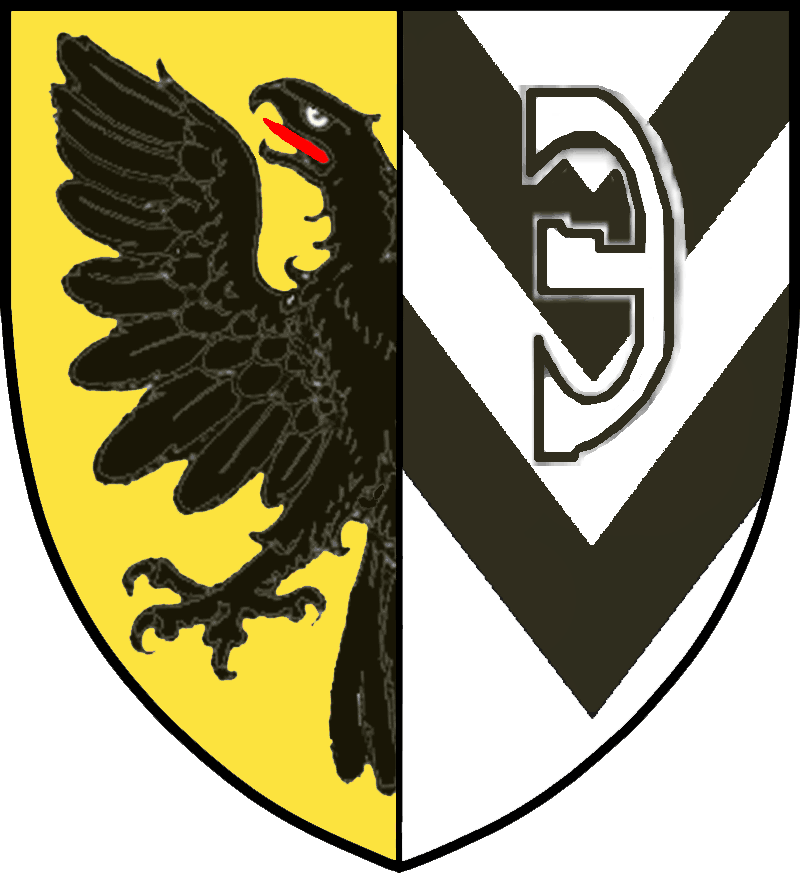
Erik Östenssons sigill: till höger en halv fläkt örn, till vänster två nedvända sparrar med ett omvänt "E"
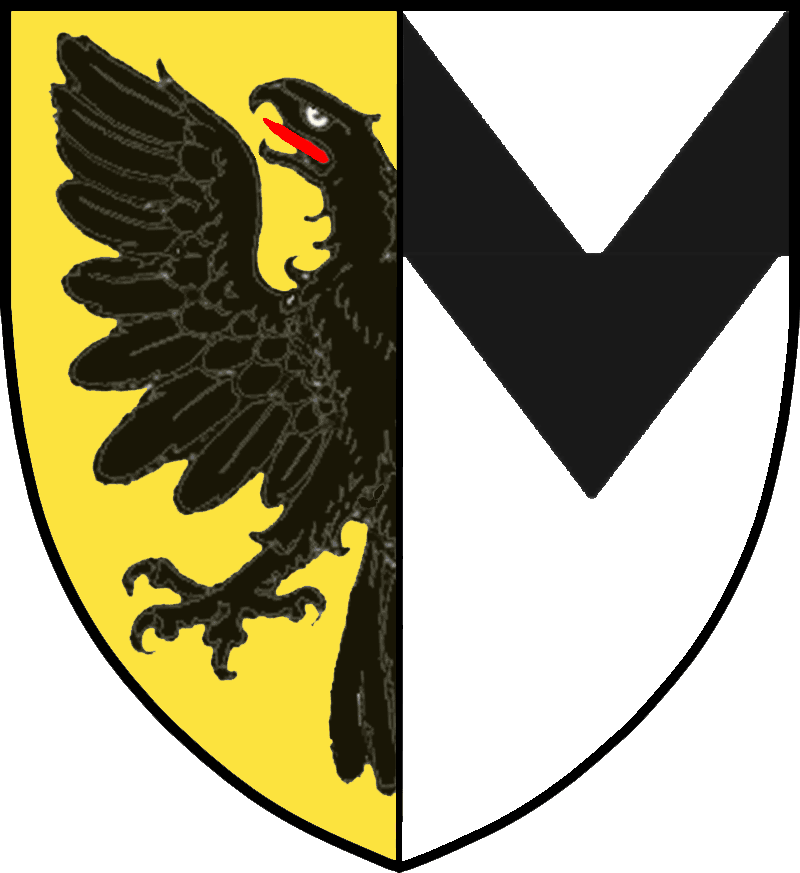
Sune Halstenssons sigill: skölden kluven med halv fläkt örn i det högra fältet, vänstra fältet delat av dubbla tandskuror